# Upper Dumbellmeer
Het Upper Dumbellmeer is het meest noordelijk gelegen meer van Canada. Het ligt 5,2 kilometer ten zuidwesten van het plaatsje Alert, Nunavut. Deze plek is op zijn beurt de meest noordelijk gelegen permanent bewoonde nederzetting ter wereld, gelegen aan de Lincolnzee en de Noordelijke IJszee.

Het meer heeft een oppervlakte van ongeveer 1 km² en heeft een ronde vorm.